# Synagoga w Bielcach
Synagoga Chabad-Lubavitch w Bielcach (ros. Синагога Хабад Любавич в Бельцаx) – bóżnica należąca do wyznawców chasydyzmu znajdująca się w Bielcach w północnej Mołdawii przy ul. Kiszyniowski Most 17.
Parterowy budynek zajmuje powierzchnię ok. 120 metrów kwadratowych. Został zbudowany w II połowie XX wieku. W posiadaniu gminy żydowskiej znajduje się od 1980 roku.